# Solenopsis antiphonitis
Solenopsis antiphonitis är en klockväxtart som beskrevs av Hadjik. och Ralf Hand. Solenopsis antiphonitis ingår i släktet Solenopsis och familjen klockväxter. Inga underarter finns listade i Catalogue of Life.